# Castelnuovo Bormida
Castelnuovo Bormida är en ort och kommun i provinsen Alessandria i regionen Piemonte i Italien. Kommunen hade 700 invånare (2018).